# Pi-Ramsès

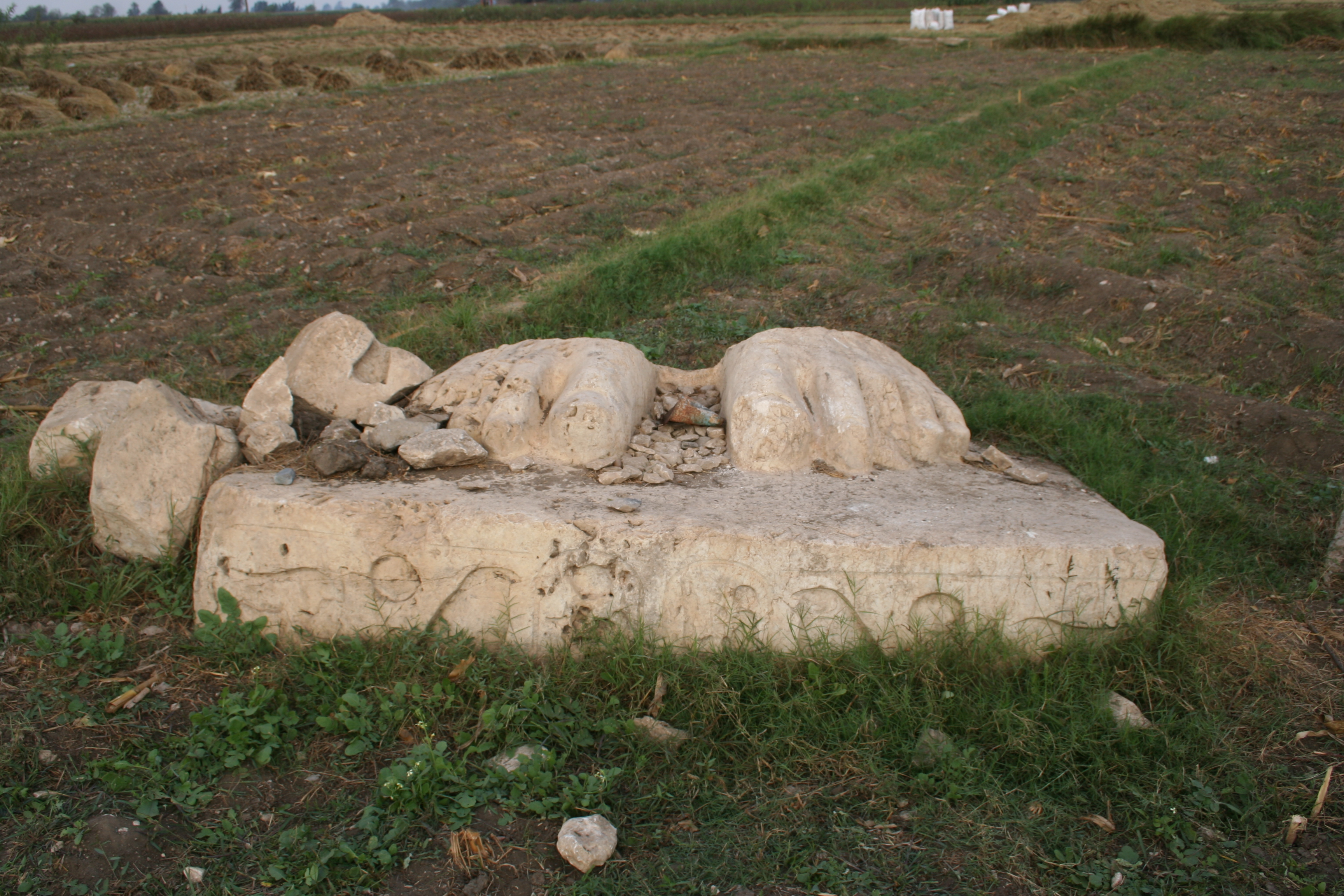
Peus de l'estàtua de Ramsès II a Qantir

Pi-Ramsès (Pi-Ramsès Aa- nakhtu, que significa 'casa de Ramsès, gran en la victòria') va ser la nova capital construïda pel faraó de la dinastia XIX d'Egipte Ramsès II (Ramsès el Gran, va regnar des del 1279 al 1213 aC) a Qantir, prop de l'antiga ubicació d'Àvaris. La ciutat havia servit prèviament com un palau d'estiu a Seti I (c. 1290-1279 aC), i pot haver estat fundada originàriament per Ramsès I (c. 1292-1290 aC), mentre estava sota el govern d'Horemheb.

## Descobriment
Quan les ruïnes de Tanis van ser descobertes a la dècada del 1930 per Pierre Montet les seves masses de treballs ramsèssides en pedra trencats van portar els arqueòlegs a identificar-les com a Pi-Ramsès, però amb el temps va arribar a ser reconegut que cap d'aquests monuments ni les inscripcions es van originar en aquest lloc. A la dècada del 1960 Manfred Bietak, en reconèixer que se sabia que Pi-Ramsès estava situada en l'aleshores la branca oriental del Nil, va cartografiar acuradament totes les branques de l'antic delta i va establir que la branca pelusíaca era la més oriental durant el regnat de Ramsés, mentre que la branca tanítica (és a dir, la branca on estava situada Tanis) no existia en absolut. Per tant, les excavacions es van iniciar en el lloc més alt on es va trobar la ceràmica ramsèssida, Tell el-Dab'a i Qantir, i encara que no hi havia rastre de cap habitatge anterior visible a la superfície, els descobriments aviat van identificar-ho com la capital dels hicsos, Àvaris, i la capital ramsèssida de Pi-Ramsès (Qantir, el jaciment de Pi-Ramsès, es troba a uns 30 quilòmetres al sud de Tanis; Tell el-Dab'a, el jaciment arqueològic d'Àvaris, es troba una mica més al sud de Qantir).

## Història
Ramsès II va néixer i es va criar a la zona, i les connexions de la família poden haver tingut un paper en la seva decisió de traslladar la capital tan al nord, però les raons geopolítiques podrien haver estat de més importància, ja que Pi-Ramsès estava molt més a prop dels estats vassalls egipcis a Àsia i de la frontera amb l'hostil Imperi Hitita. L'espionatge i la diplomàcia arribarien al faraó molt més ràpidament, i el cos principal de l'exèrcit també es van assentar a la ciutat i podrien mobilitzar-se ràpidament per fer front a les incursions dels hitites o nòmades shasu a través del riu Jordà.
Construïda a la ribera del braç pelusíac del Nil i amb una població de més de 300.000 habitants, la qual cosa la converteix en una de les majors ciutats de l'antic Egipte, Pi-Ramsès va prosperar durant més d'un segle després de la mort de Ramsès i es van escriure poemes sobre la seva esplendor. Segons les últimes estimacions, la ciutat es va estendre al llarg d'aproximadament 18 km² o 6 km de llarg per 3 km d'ample. El seu disseny, com es mostra per georadar, consistia en un enorme temple central, un gran recinte de mansions que vorejaven el riu a la banda occidental, amb uns carrers que seguien un rígid patró de reixeta, i un conjunt desordenat de cases i tallers a l'est. Es creu que el palau de Ramsès se situava sota del llogaret modern de Qantir. Un equip austríac d'arqueòlegs dirigits per Manfred Bietak, que va descobrir el lloc, va trobar evidències de molts canals i llacs, i va descriure la ciutat com la Venècia d'Egipte. Un sorprenent descobriment als estables excavats van ser petites cisternes situades al costat de cada un dels aproximadament 460 punts d'amarratge de cavalls. Durant un experiment amb mules, que són de la mateixa mida que els cavalls de l'època de Ramsès, es va descobrir que un cavall amb doble subjecció utilitzaria de manera natural la cisterna de comuna i deixaria el terra de l'estable net i sec.
Originàriament s'havia pensat que la desaparició de la influència egípcia a l'estranger durant la dinastia XX havia fet perdre importància a la ciutat, cosa que comportà el seu abandó com a residència reial. Ara se sap que la branca pelusíaca del Nil va començar a reblir-se pels volts del 1060 aC, i deixà la ciutat sense aigua quan el riu finalment va establir un nou rumb cap a l'oest, que ara s'anomena branca tanítica. La dinastia XXI va traslladar la ciutat a la nova branca i va fundar Djanet (Tanis) a les seves ribes, 100 km al nord-oest de Pi-Ramsés, la nova capital del Baix Egipte. Els faraons de la XXI dinastia van transportar tots els antics temples, obeliscs, esteles, estàtues i esfinxs ramsèssides de Pi-Ramsès a la nova ciutat. Els obeliscs i les estàtues, el major dels quals pesava més de 200 tones, van ser transportats sencers, mentre que els principals edificis van ser desmantellats en seccions i es tornaren a muntar a Tanis. Les pedres dels edificis de menor importància van ser reutilitzades i reciclades per a la creació de nous temples i edificis.

## La Ramsès bíblica
El bíblic Llibre de l'Èxode esmenta "Ramsès" com una de les ciutats en la construcció de la qual els israelites es van veure obligats a treballar:
| « | Llavors els van imposar uns encarregats per oprimir-los amb treballs feixucs; així van construir per al faraó les ciutats d'aprovisionament de Pitom i Ramsès. | » |

És comprensible que aquesta Ramsès fos identificada per una primera generació d'arqueòlegs bíblics amb la Pi-Ramsès de Ramsès II. Quan la dinastia XXI es va traslladar la capital a Tanis, Pi-Ramsés va ser abandonada en gran part i l'antiga capital es va convertir en una pedrera de monuments ja fets, però no va ser oblidada: el seu nom apareix en una llista de ciutats de la dinastia XXI, i visqué un renaixement sota Sheshonq I (el bíblic Xixac) de la dinastia XX d'Egipte (segle X aC), que va intentar emular els èxits de Ramsès. L'existència de la ciutat com la capital d'Egipte en una època tan tardana com el segle X aC fa problemàtica la referència a Ramsès en la història de l'èxode com un record de l'època de Ramsès II, i de fet, la forma abreujada "Ramsès", en lloc del Pi-Ramsès original, es va trobar per primera vegada en els textos del primer mil·lenni.
La Bíblia descriu Ramsès com una "ciutat de botigues". El significat exacte de la frase hebrea no és segur, però alguns han suggerit que es refereix al subministrament de dipòsits sobre o prop de la frontera. Això seria una descripció adequada de Pi-Tom o Pi-Tum (Tel al-Maskhuta) al segle vi aC, però no per a la capital reial en l'època de Ramsès, quan la frontera més propera estava molt lluny, al nord de Síria. Només després que la funció reial originària de la Pi-Ramsès s'hagués oblidat, es podrien haver reinterpretat les ruïnes com una fortalesa a la frontera d'Egipte.